# Gobernador
Gobernador é um município da Espanha na província de Granada, comunidade autónoma da Andaluzia, de área  km² com população de 312 habitantes (2007) e densidade populacional de 13,86 hab/km².

## Demografia
| Variação demográfica do município entre 1991 e 2004 | Variação demográfica do município entre 1991 e 2004 | Variação demográfica do município entre 1991 e 2004 | Variação demográfica do município entre 1991 e 2004 |
| --------------------------------------------------- | --------------------------------------------------- | --------------------------------------------------- | --------------------------------------------------- |
| 1991                                                | 1996                                                | 2001                                                | 2004                                                |
| 413                                                 | 396                                                 | 337                                                 | 320                                                 |